# Pete Vandermeer
Peter „Pete“ Vandermeer (* 14. Oktober 1975 in Caroline, Alberta) ist ein ehemaliger kanadischer Eishockeyspieler, der im Verlauf seiner aktiven Karriere zwischen 1993 und 2011 unter anderem 663 Spiele in der American Hockey League (AHL) auf der Position des linken Flügelstürmers bestritten hat. Zudem absolvierte Vandermeer, der den Spielertyp des Enforcers verkörperte, zwei Partien für die Phoenix Coyotes in der National Hockey League (NHL). Seine fünf Brüder Ted, Jim, Bill, Dan und Joe waren ebenfalls professionelle Eishockeyspieler.

## Karriere
Pete Vandermeer begann seine Karriere als Eishockeyspieler bei den Red Deer Rebels, für die er von 1992 bis 1996 in der kanadischen Juniorenliga Western Hockey League (WHL) aktiv war. Anschließend spielte er ein Jahr lang für Columbus Chill in der East Coast Hockey League (ECHL). Zudem trat er 1997 in der Profi-Inlinehockeyliga Roller Hockey International (RHI) für die Anaheim Bullfrogs und Buffalo Wings an. Von 1997 bis 2000 war der Angreifer nie für einen längeren Zeitraum bei einer Mannschaft aktiv, so dass er für Columbus Chill und Richmond Renegades in der ECHL, die B. C. Icemen in der United Hockey League (UHL) sowie die Rochester Americans, Wilkes-Barre/Scranton Penguins und Providence Bruins in der American Hockey League (AHL) auflief.
In der Saison 2000/01 stand Vandermeer komplett für das AHL-Team Providence Bruins auf dem Eis. Es folgten drei Jahre bei deren Ligarivalen Philadelphia Phantoms und je eine Spielzeit bei den Grand Rapids Griffins, Hamilton Bulldogs und Hershey Bears, ehe der Kanadier in der Saison 2007/08 sein Debüt in der National Hockey League (NHL) für die Phoenix Coyotes gab, für die er in zwei Spielen punkt- und straflos blieb. Die restliche Spielzeit verbrachte er allerdings erneut in der AHL bei San Antonio Rampage, dem Farmteam der Coyotes. Im Sommer 2008 wechselte der Kanadier zu den Calgary Flames, für deren AHL-Farmteam Quad City Flames er in der Saison 2008/09 in 80 Spielen insgesamt sechs Scorerpunkte, darunter fünf Tore, erzielte. In der Saison 2009/10 spielte Vandermeer für das neue AHL-Farmteam Calgarys, die Abbotsford Heat, und kam darüber hinaus für die Utah Grizzlies in der ECHL zum Einsatz. Das folgende Spieljahr verbrachte der Stürmer als Mannschaftskapitän der Victoria Salmon Kings in der ECHL, ehe er sich nach der Saison im Alter von 35 Jahren aus dem Profisport zurückzog.

## Karrierestatistik
(Legende zur Spielerstatistik: Sp oder GP = absolvierte Spiele; T oder G = erzielte Tore; V oder A = erzielte Assists; Pkt oder Pts = erzielte Scorerpunkte; SM oder PIM = erhaltene Strafminuten; +/− = Plus/Minus-Bilanz; PP = erzielte Überzahltore; SH = erzielte Unterzahltore; GW = erzielte Siegtore; 1 Play-downs/Relegation; Kursiv: Statistik nicht vollständig)